# Сиборгий
| 106        | Сиборгий |
| Sg(269)    |          |
| 5f146d47s2 |          |

Сибо́ргий (лат. Seaborgium, обозначается символом Sg, ранее был известен как эка-вольфрам и под временным систематическим названием уннилге́ксий (лат. Unnilhexium) и обозначением Unh) — элемент 6-й группы (в старой терминологии — побочной подгруппы VI группы) 7-го периода периодической системы элементов с атомным номером 106; короткоживущий радиоактивный элемент.

## История
Работавшая в 1974 году в Дубне группа Георгия Флёрова и Юрия Оганесяна опубликовала данные о синтезе 106-го элемента в реакциях слияния ядер свинца и хрома. Учёные приписали наблюдавшееся ими спонтанное деление продукта реакции ядру 259106 с периодом полураспада в несколько миллисекунд. Это достижение было признано как научное открытие и занесено в Государственный реестр открытий СССР под № 194 с приоритетом от 11 июля 1974 г. в следующей формулировке:
«Установлено неизвестное ранее явление образования радиоактивного изотопа элемента с атомным номером 106, заключающееся в том, что при облучении изотопов свинца ускоренными ионами хрома происходит слияние ядер свинца и ядер хрома с образованием изотопа элемента с атомным номером 106 и периодом полураспада около 0,01 с». Одновременно и независимо в Лаборатории имени Лоуренса Калифорнийского университета в Беркли для получения нового элемента была использована реакция 249Cf+18O→263106+4n. Нуклид был идентифицирован по α-распаду в 259Rf и далее в 255No. 
Рабочая группа IUPAC в 1993 году заключила, что работа группы из Дубны имела большое значение для дальнейших исследований, но, в отличие от работы группы из Беркли, не продемонстрировала с достаточной уверенностью образование нового элемента. Поэтому в 1997 году IUPAC (вопреки своей предыдущей рекомендации, где было высказано согласие на предложение советских учёных назвать элемент «резерфордием») принял решение назвать элемент в честь американского физика из Беркли Гленна Сиборга (1912—1999), который участвовал в открытии плутония и девяти других трансурановых элементов. Сиборг стал первым учёным, при жизни которого элемент был назван его именем.

## Атомные и ядерные свойства
Сиборгий принадлежит к числу трансактиноидов, расположен в группе 6 (VIB), в седьмом периоде системы Менделеева. Формула трёх внешних электронных слоев атома сиборгия такова:
5s25p65d105f146s26p66d47s2.
Сиборгий получают искусственно путём ядерного синтеза. Большое число частиц в ядре делает атом нестабильным и вызывает либо альфа-распад (с образованием резерфордия), либо спонтанное деление ядра вскоре после его возникновения; у изотопа 261Sg наблюдался также маловероятный β+-распад (с образованием дубния-261). Наиболее долгоживущий известный изотоп сиборгия (269Sg) имеет период полураспада около 13 минут; известны также изотопы с массовыми числами 257—268 и 271. 

## Известные изотопы
| Изотоп | Массовое число | Период полураспада | Тип распада                                                                                        |
| ------ | -------------- | ------------------ | -------------------------------------------------------------------------------------------------- |
| 257Sg  | 257            | 12,6+3,7 −2,3 мс   | α-распад в 253mRf; спонтанное деление                                                              |
| 258Sg  | 258            | 2,7 ± 0,5 мс       | спонтанное деление                                                                                 |
| 259Sg  | 259            | 402 ± 56 мс        | α-распад в 255Rf (≈100 %); возм. спонтанное деление и β+-распад                                    |
| 260Sg  | 260            | 4,95 ± 0,33 мс     | спонтанное деление (71 ± 3 %); α-распад в 256Rf (29 ± 3 %)                                         |
| 261Sg  | 261            | 183 ± 5 мс         | α-распад в 257Rf (98,1 ± 0,4 %); β+-распад в 261Db (1,3 ± 0,3 %); спонтанное деление (0,6 ± 0,2 %) |
| 262Sg  | 262            | 10,3 ± 1,7 мс      | спонтанное деление (94 ± 6 %); возм. α-распад в 258Rf                                              |
| 263Sg  | 263            | 0,94 ± 0,14 с      | α-распад в 259Rf (87 ± 8 %); спонтанное деление (13 ± 8 %)                                         |
| 264Sg  | 264            | 78 ± 25 мс         | спонтанное деление (>80 %); возм. α-распад в 260Rf                                                 |
| 265Sg  | 265            | 9,2 ± 1,6 с        | α-распад в 261Rf (>50 %); возм. спонтанное деление                                                 |
| 266Sg  | 266            | 0,39 ± 0,11 с      | спонтанное деление (>90 %)                                                                         |
| 267Sg  | 267            | 9,8+11,3 −4,5 мин  | α-распад в 263Rf                                                                                   |
| 267mSg | 267            | 100+92 −39 с       | спонтанное деление                                                                                 |
| 268Sg  | 268            | 13+17 −4 с         | спонтанное деление                                                                                 |
| 269Sg  | 269            | 13+6 −4 мин        | α-распад в 265Rf (≈100 %); возм. спонтанное деление                                                |
| 271Sg  | 271            | 31+13 −7 с         | спонтанное деление (73 %); α-распад в 267Rf (27 %)                                                 |

## Химические соединения
Известны следующие соединения сиборгия: SgO2Cl2, SgO2F2, SgO3, H2SgO3, а также комплексные ионы [SgO2F3]− и [Sg(OH)5(H2O)]+.
Изучен карбонильный комплекс сиборгия Sg(CO)6.
SgO2Cl2 образуется при реакции элемента с хлороводородом в присутствии кислорода, является летучим соедининением. SgO2(OH)2 (гидроксид-оксид сиборгия) получается при взаимодействии SgO3 с водой. Гексакарбонил сиборгия по химическим свойствам аналогичен гексакарбонилам молибдена и вольфрама: он является летучим и легко реагирует с диоксидом кремния.